# Uy, Hình Đài
Uy (chữ Hán giản thể: 威县, âm Hán Việt: Uy huyện) là một huyện thuộc địa cấp thị Hình Đài, tỉnh Hà Bắc, Cộng hòa Nhân dân Trung Hoa. Huyện này có diện tích 994 ki-lô-mét vuông, dân số 530.000 người. Mã số bưu chính huyện Uy là 054700. Chính quyền huyện Uy đóng ở trấn Minh Châu. Huyện Uy được chia thành 5 trấn và 11 hương.
- Trấn: Minh Châu, Thất Cấp, Chương Đài, Lê Viên Đồn, Hầu Quán.
- Hương: Phương Gia Doanh, Đệ Thập Doanh, Trương Doanh, Giá Doanh, Tảo Viên, Cố Hiến, Thường Đồn, Giá Chiêu, Triệu Thôn, Cao Công Trang, Thường Trang.